# Radio Canut
Pour les articles homonymes, voir Canut (homonymie).
Radio Canut est une radio associative à caractère régional, diffusant ses programmes à Lyon et dans son agglomération, sur la fréquence 102.2 FM. Radio historique du quartier des pentes de la Croix-Rousse, elle a pour slogan « Radio Canut, la plus rebelle des radios ! ». Elle est installée au 24 de la rue du Sergent-Blandan, dans le 1er arrondissement de Lyon. Elle tient son nom des canuts, ouvriers de la soie lyonnais.

## Historique
À l'origine radio pirate et illégale, elle est créée en 1977 sous le nom Radio Canut-Guignol dans une optique politique pour lutter contre le monopole des médias traditionnels sur la diffusion radiophonique, elle s'inscrit alors dans le mouvement de création de radios libres dont elle reste la seule survivante sur Lyon.
Elle émet initialement à raison de cinq minutes par jour depuis un émetteur pirate bricolé sur les toits de la Croix-Rousse. En novembre 1978, deux radios lyonnaises, Radio Joufflu et Radio Canut-Radio Guignol reçoivent la visite d'inspecteurs de la police judiciaire et de fonctionnaires de la DST Le matériel est saisi et les animateurs inculpés. 
Ces saisies et ces inculpations, en fonction de la loi du 28 juillet 1978 concernant les infractions au monopole d'État de la radiodiffusion, font suite aux plaintes déposées par la société Télédiffusion de France.
Lors de la première réunion européenne des radios libres, qui se tient les 29 et 30 septembre 1979 à Longwy, organisée à l'appel de Radio SOS Emploi, la radio de la CFDT à Longwy, propose la préparation de plusieurs Journées nationales dont l'une à l'occasion du procès de Radio Canut, le 10 janvier 1980. 
Les deux responsables de radios libres de la région lyonnaise sont condamnés par la cinquième chambre du tribunal correctionnel de Lyon l'un et l'autre à 1 500 francs d'amende et à la confiscation du matériel de diffusion, en application de la loi sur le monopole de la radiodiffusion. Ces condamnations se font dans un contexte général de poursuites d'animateurs de radios libres qui sont aussi parfois des syndicalistes. 
Dans ce contexte, trois radios libres lyonnaises, Radio Canut, Radio-Lézard et Radio-Pipelette se regroupent pour lancer une radio libre permanente (la première émission a lieu le lundi 9 juin 1980 à 19 heures). 
Leur première émission commune a été diffusée le lundi soir 9 juin 1980 en modulation de fréquence (92 MHz) depuis le CEP (Collectif d'expression populaire). L'objectif de cette association (il ne s'agit pas d'une fusion) est de « ne plus être seulement reconnue mais aussi d'être entendue ». Chacune des trois radios libres conserve son autonomie et continue à fonctionner dans les quartiers ou les banlieues. Mais la réunion des trois doit permettre, selon ses animateurs, « la création d'une véritable radio d'agglomération », sans censure ni autocensure et en se gardant de l'institutionnel. Pas de publicité sur les ondes des radios lyonnaises réunies, qui n'ont pas encore choisi de nom, mais dont les ressources proviendront essentiellement de l'organisation de concerts et de fêtes. « Par ces temps de répression », expliquent les responsables, « nous voulons faire une radio au grand jour avec un maximum d'émissions en direct. La question est de savoir si on va nous laisser agir ».
Radio Léon, le collectif de ces radios libres lyonnaises (Radio Canut, Radio-Pipelette, Radio-Lézard), dont les émissions seront interrompues en juin 1980 par la police), émet à nouveau à partir du 27 octobre 1980. Les émissions, qui sont publiques, ont lieu de 19 heures à 22 heures, les lundi, mardi, mercredi, sur 100 MHz, à partir du Centre d'expression populaire, 44, rue Saint-Georges, à Lyon.
Les élections présidentielles de 1981 et l'arrivée de la gauche au pouvoir précèdent un développement des radios libres, souvent apolitiques, qui cachent mal leurs appétits commerciaux, voire électoraux. Le temps des pionniers des années 1977-1980 (Radio Canut, Radio Léon) semble déjà loin au printemps 1982.
Deux courants divergent au sein de Radio Léon : l’un est axé vers la professionnalisation, le salariat et le financement publicitaire ; l’autre entend défendre le bénévolat associatif et anti-commercial. 
La fraction « militante » décide la poursuite de l’activité associative et, en reprenant le nom de Radio Canut, confirme son attachement à la ligne historique du collectif. Quant à l’aile « dissidente », elle entame sa nouvelle politique en conservant le nom de Radio Léon.
En 1984, il est écrit dans la presse que l'autorisation d'émettre dans la première agglomération régionale de Radio Scoop (très explicite dans ses ambitions commerciales) serait subordonnée à la fusion autoritaire de deux anciens divorcés - Radio Léon et Radio Canut. Radio Léon disparaîtra en 1985 à la suite des dissensions internes.
La Haute Autorité de la communication audiovisuelle autorise Radio Canut à émettre de façon légale le 21 août 1985 sur le 102,2 MHz, fréquence qu'elle utilise depuis. 
Depuis décembre 1985 Radio Canut signe chaque année une convention de diffusion avec TDF.
Les locaux de la radio ont été perquisitionnés en octobre 2016 après des propos d'un animateur bénévole appelant à « se faire sauter au milieu du cortège » en faisant référence à la manifestation des policiers place Bellecour le 20 octobre.

## Mode de fonctionnement
Maintenant légale, elle garde pourtant son identité revendiquée « rebelle », son fonctionnement est assuré par des bénévoles sur le principe de l'autogestion. Le refus des logiques commerciales en fait, avec quelques rares radios associatives strictement non commerciales, une des dernières radios sans publicité du paysage radiophonique français, d'où un financement constitué du Fonds de soutien à l'expression radiophonique (FSER) et de cotisations des animateurs des émissions tandis qu'elle refuse l'agent des collectivités publiques pour garder son indépendance,. Radio Canut est ouverte aux personnes motivées selon des modalités expliquées sur le site Internet de la radio.
Elle se veut ouverte à toutes les pinions politiques, bien que les idées de gauche y soient largement majoritaire.
Radio Canut est adhérente de la Confédération des radios associatives non commerciales de Rhône-Alpes.

## Programmation
La programmation musicale est éclectique avec la présence de styles peu présents sur les radios commerciales comme le dub, le reggae ou le punk.
Les émissions, diffusées l'après-midi et en soirée, peuvent être proposées par n'importe quelle personne ayant un projet,.
Le Canut-infos est ainsi une émission d'information dont l'équipe change tous les jours. D'autres émissions existent avec des sujets variés comme Cannabis Circus sur ce qui a trait au cannabis, dub action sur la culture reggae ou On est pas des cadeaux ! sur les cultures lesbiennes.

## Personnalités liées à la radio
- Thierry Frémaux, directeur de l'Institut Lumière, a commencé en tant que journaliste à Radio Canut, que son père a co-fondé[13].